# Tombstone Hill (kulle i Antarktis, lat -72,45, long 169,70)
Tombstone Hill är en kulle i Antarktis. Den ligger i Östantarktis. Nya Zeeland gör anspråk på området. Toppen på Tombstone Hill är 1 027 meter över havet, eller 58 meter över den omgivande terrängen. Bredden vid basen är 1,6 km.
Terrängen runt Tombstone Hill är bergig åt sydväst, men åt nordost är den kuperad. Trakten är obefolkad. Det finns inga samhällen i närheten. 